# Christophe Laubion
Christophe Laubion est un acteur français.

## Filmographie

### Cinéma

#### Longs métrages
- 2002 : Les Percutés : ?
- 2004 : Arsène Lupin : ?
- 2012 : Télé Gaucho : ?
- 2018 : Les Chatouilles : ?

#### Courts métrages
- 2003 : Mr Zubeck : ?
- 2008 : Magic Kisa : ?

### Télévision

#### Téléfilms
- 1994 : Rendez-moi ma fille : Vincent Guérin
- 1997 : Une vie pour une autre : Mathieu
- 2000 : Un homme à la maison : Thibault
- 2001 : Dans la gueule du loup : Henri
- 2002 : Et demain, Paula? : Gilles
- 2003 : L'Ombre sur le mur : Martin
- 2004 : Je serai toujours près de toi : Gabriel
- 2008 : Charlotte Corday : Jean-Jacques Hauer
- 2010 : Les Nuits d'Alice : François
- 2021 : À la folie d'Andréa Bescond et Éric Métayer : Bruno
- 2024  : Signalements d'Éric Métayer : Stéphane

#### Séries télévisées
- 1989 : Les Jupons de la Révolution : Marat : Alexis Corday
- 1994 : Le JAP, juge d'application des peines : ?
- 1997-1998 : Sous le soleil : Arnaud
- 1997-2004 : Julie Lescaut : L'affaire Lerner
- 1998 : Les Cordier, juge et flic : Fabrice Maurin
- 1998 : Un homme en colère : Mario
- 1998-2001 : Vertiges : Le commissaire Max Vigliota / Bruno / Greg
- 1999 : Chambre n° 13
- 1999 : Justice : Thierry Bompart
- 2001 : La Crim' : Lionel
- 2001 : Largo Winch : Eric Daniel
- 2003 : Père et Maire : Bertrand Maréchal
- 2003-2013 : Joséphine, ange gardien : Laurent / Georges / Chaudron
- 2004 : Avocats et Associés : Sébastien Forli
- 2005 : Femmes de loi : Pelletier
- 2005 : Franck Keller : Michel Rouault
- 2005 : Rose et Val : Péraube
- 2005 : Sœur Thérèse.com : le Père François
- 2006 : Léa Parker : Arkadine
- 2007 : Central Nuit : Thierry Boissières
- 2007 : Commissaire Cordier : Christophe Matteoti
- 2007 : Diane, femme flic : Paul Sheller
- 2007 : Le Canapé rouge : Dédé
- 2009 : Équipe médicale d'urgence : Le joueur
- 2012 : Le Sang de la vigne : Alain Boileau
- 2017 : L’Art du Crime - saison 1 - épisodes 5 et 6 - Une oeuvre au noir : Jacques Etiembe
- 2020 : H24 : Serge

## Doublage

### Films
- 2018 : Mariage à Long Island : Ron (Scott Cohen)
- 2022 : Argentine, 1985 : ? (?)
- 2025 : Souviens-toi… l'été dernier : ? (?)

### Séries télévisées
- 2022 : Dahmer - Monstres : L'Histoire de Jeffrey Dahmer : Dr Larry Weeks (Bruce Beatty) (mini-série)
- 2023 : Les Rois de Bombay (en) : ? (?)
- 2024 : Adorazione (en) : Massimo Vincenzini (Andrea Giannini)
- 2024 : Golden Kamui : La chasse aux évadés (en) : Genjirō Tanigaki (Ryohei Otani (en))

### Jeu vidéo
- 2021 : New World : divers personnages
- 2023 : Assassin's Creed Mirage : voix additionnelles
- 2024 : Dragon Age: The Veilguard : voix additionnelles